# Andrius Šležas
Andrius Slezas es un exjugador profesional de baloncesto nacido el 4 de febrero del 1975 en Joniskis, Lituania. Mide 2'00 metros y jugaba habitualmente en la posición de alero. 

## Carrera
A lo largo de su carrera Slezas ha jugado en el BC Ziemgala, en el Statyba Vilnius, en el BC Siauliai y en el Lietuvos Rytas, todos de la liga lituana.

## Trayectoria
- 1994-1997  BC Žiemgala
- 1997-1998 Lietuvos Rytas
- 1998-1999 BC Šiauliai
- 1998-2008 Lietuvos Rytas
- 2008-2009 BC Šiauliai
- 2009-2011 BK Prostějov
- 2011-2013 Ezerunas Moletai
- 2013 KK Trakai

- Datos: Q1755065